# Kecamatan Sukatani (distrikt i Indonesien, lat -6,15, long 107,18)
Kecamatan Sukatani är ett distrikt i Indonesien.   Det ligger i provinsen Jawa Barat, i den västra delen av landet, 40 km öster om huvudstaden Jakarta.